# Ljudmila Jewgenjewna Titowa
Ljudmila Jewgenjewna Titowa (russisch Людмила Евгеньевна Титова; * 26. März 1946 in Tschita, RSFSR, Sowjetunion) ist eine ehemalige sowjetisch-russische Eisschnellläuferin, die für die Sowjetunion Weltmeisterin und Olympiasiegerin wurde.

## Karriere
Bei den Olympischen Spielen 1968 in Grenoble siegte sie über 500 Meter im Eisschnelllauf vor Mary Meyers aus den USA. Zudem gewann sie die Silbermedaille über 1000 Meter im Eisschnelllauf hinter der Niederländerin Carolina Geijssen. Vier Jahre später bei den Olympischen Spielen in Sapporo gewann sie die Bronzemedaille hinter Anne Henning und Wera Krasnowa. Auf der Distanz über 1000 Meter im Eisschnelllauf verpasste Titowa knapp die Bronzemedaille und belegte den vierten Platz. Ganz ohne Medaillen blieb sie bei ihren letzten Olympischen Winterspielen 1976 in Innsbruck, wo sie Platz 7 über 1000 Meter im Eisschnelllauf belegte.
Unmittelbar nach Olympia 1972 gewann sie in Eskilstuna bei der WM auch noch die Bronzemedaille im Sprint-Vierkampf. Zwei Jahre zuvor konnte sie im US-amerikanischen West Allis den Weltmeistertitel gewinnen. 1971 gewann sie bei der Mehrkampfweltmeisterschaft in Helsinki die Bronzemedaille hinter Nina Statkewitsch und Stien Kaiser.
Bei der Mehrkampfeuropameisterschaft 1971 in Leningrad gewann Titowa die Silbermedaille hinter ihrer Landsfrau Nina Statkewitsch.
Nach dem Ende ihrer sportlichen Karriere arbeitete Titowa als Sportkommentatorin beim Radio.

## Weltrekorde
| Distanz | Zeit   | Datum            | Ort    |
| ------- | ------ | ---------------- | ------ |
| 1000 m  | 1:29,5 | 9. Januar 1970   | Medeo  |
| 1000 m  | 1:29,0 | 20. Februar 1971 | Inzell |
| 1000 m  | 1:27,7 | 21. Februar 1971 | Inzell |

## Persönliche Rekorde
| Distanz | Zeit    | Datum           | Ort    |
| ------- | ------- | --------------- | ------ |
| 500 m   | 42,35   | 29. März 1975   | Medeo  |
| 1000 m  | 1:24,31 | 16. März 1976   | Medeo  |
| 1500 m  | 2:14,77 | 21. März 1975   | Medeo  |
| 3000 m  | 5:01,89 | 16. Januar 1972 | Inzell |

## Auszeichnungen (Auswahl)

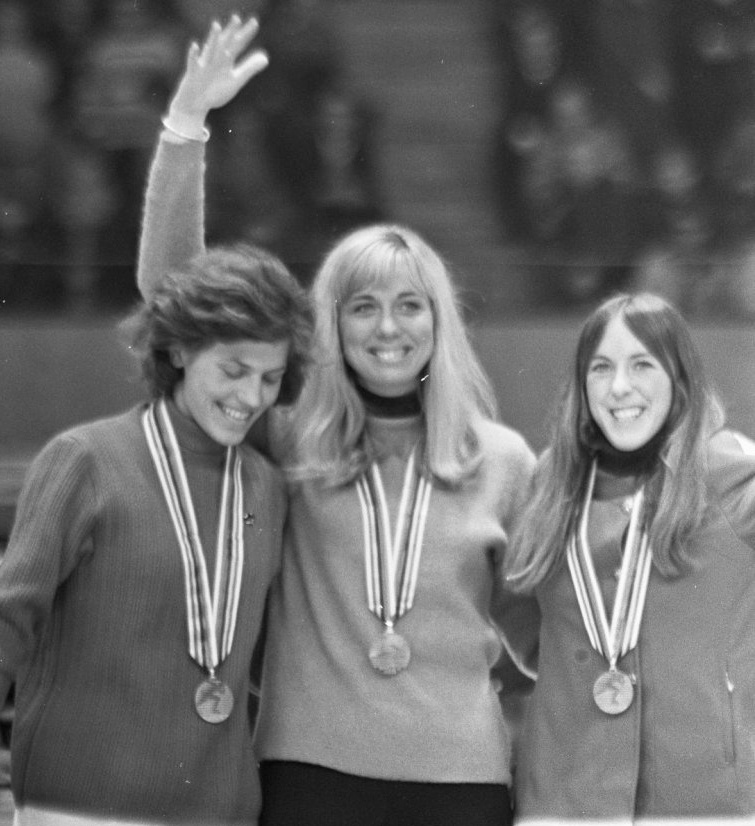
Ljudmila Titowa, Carry Geijssen und Dianne Holum (1968)

- 1968:  Verdienter Meister des Sports der UdSSR[3]
- 2011:  Orden der Freundschaft[4][3]
- Für „Arbeitsheldenmut“[3]
- „Arbeits-Ehrenzeichen“[3]

## Expedition an den Südpol
1996 nahm Titowa an einer Meteliza-Expedition an den Südpol teil, die Expedition erreichte dabei die Amundsen-Scott-Südpolstation.

## Familie
- Vater: Jewgenij Michajlowitsch Titow (1911–1982)
- Mutter: Nadeshda Alexandrowna Titowa (1912–1995)
- Ehemann: Anatolij Anatoljewitsch Samochwalow (* 1944)
  - Söhne: Alexander (* 1983) und Alexej (* 1982)